# Окрестность Мура

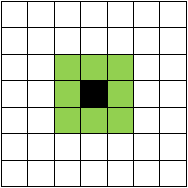
Двумерная окрестность Мура порядка 1.

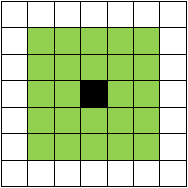
Двумерная окрестность Мура порядка 2.

Окре́стность Му́ра клетки (англ. Moore neighborhood) — в двумерном случае — совокупность восьми клеток на квадратном паркете, имеющих общую вершину с данной клеткой. Окрестность получила своё название в честь одного из пионеров теории клеточных автоматов Эдварда Мура.
Окрестность Мура и окрестность фон Неймана являются наиболее часто используемыми окрестностями в двумерных моделях клеточных автоматов.
Окрестность Мура используется в известной модели клеточного автомата Конвея «Жизнь».
Понятие окрестности Мура может быть обобщено на случай произвольного числа измерений: например, окрестность Мура кубической ячейки в трёхмерном евклидовом пространстве, разбитом на равновеликие кубы, состоит из самой ячейки и 26 ячеек, имеющих с ней общую вершину.
Окрестность Мура порядка r — множество клеток, расстояние Чебышёва до которых от данной клетки не превышает r. Окрестность Мура порядка r в двумерном случае представляет собой квадрат со стороной 2·r+1.
Алгоритм волновой трассировки при порождении пути, используя окрестность Мура, находит ортогонально-диагональный путь.